# Bonanno Editore
Bonanno Editore è una casa editrice italiana.

## Storia
Viene fondata nel 1960 ad Acireale da Giuseppe "Pippo" Bonanno (1935-2005), figlio di Mauro Bonanno, libraio che già in precedenza aveva fatto stampare diversi volumi. Il marchio distingue sul territorio nazionale come riferimento per gli studi risorgimentali grazie a collaboratori quali Giovanni Spadolini, Noel Blackiston, Rosario Romeo, Vittorio Frosini, Mario Condorelli, Denis Mack Smith, diffuso in libreria da La Nuova Italia.
Negli anni ottanta il figlio di Gìuseppe Bonanno, Mauro, appena laureato, inizia a dirigere un'etichetta della casa editrice, la A&B, che pubblica il libro Mia madre non chiude mai di Lorenzo Vecchio, vincitore del Premio Vittorini, che dona un nuovo impulso alla casa editrice. In seguito sotto il marchio A&B escono libri di Pier Francesco Pingitore e Pino Caruso.

La Bonanno adotta un gatto nero (è il simbolo della casata dei Bonanno) come nuovo marchio ed entra nella distribuzione Mondadori per uscirne a inizio degli anni novanta, oggi è distribuita dalla Messaggerie Libri.

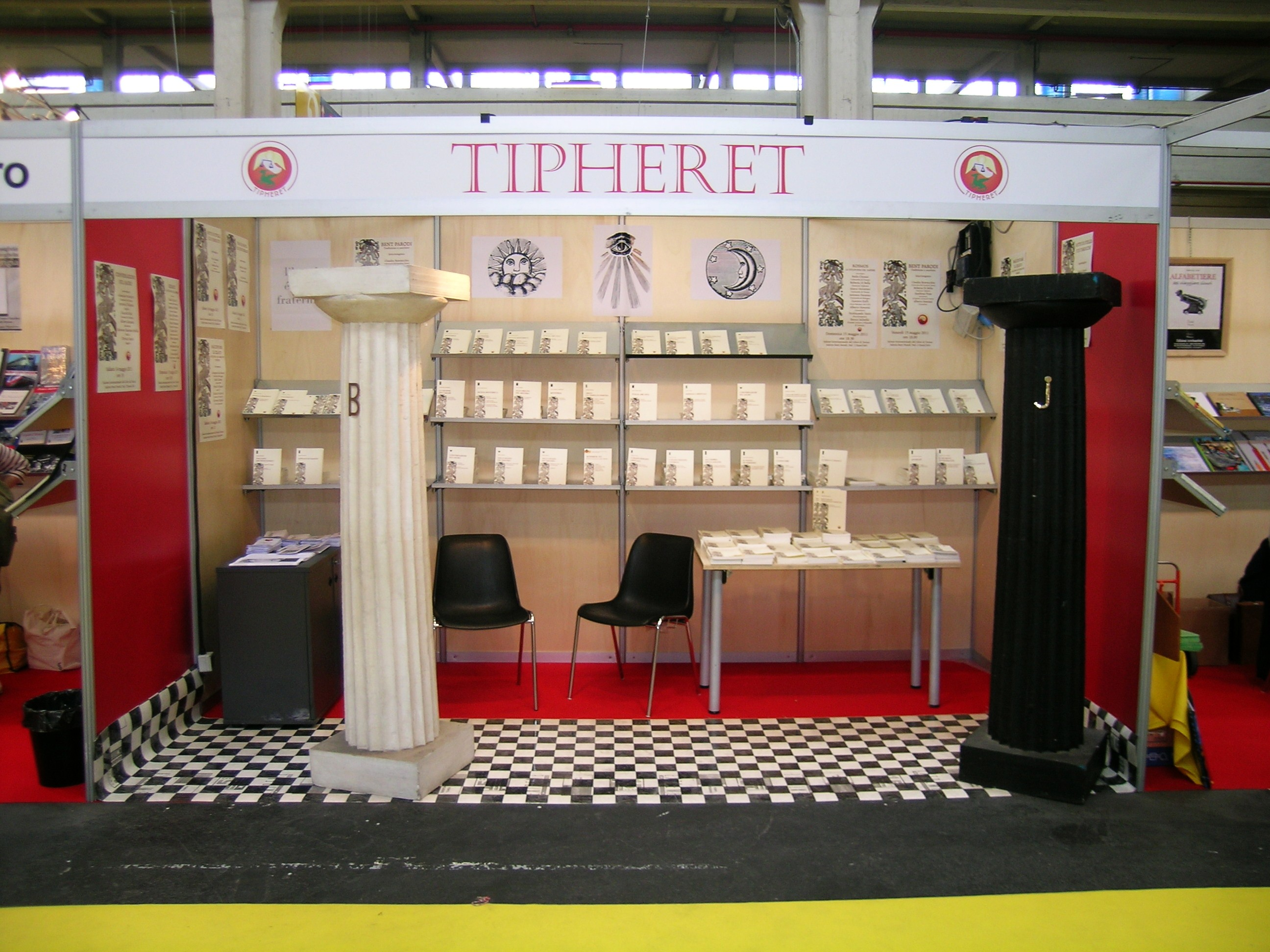
Lo stand Tipheret al Salone internazionale del libro 2012

Nel 2009 ha ricevuto il Premio Giancarlo Siani.
Sempre nel 2009, il Gruppo editoriale Bonanno ha dato vita alle edizioni Tipheret, casa editrice che pubblica titoli per lo più legati agli studi tradizionali, esoterici e sul Sacro.